# Twin Mountain Airport

i7
i11
i13
Der Twin Mountain Airport (FAA-Identifier K8B2) ist ein Flugplatz auf dem Gebiet von Carroll im Coös County von New Hampshire in den USA. Er wurde in den 1960er Jahren angelegt, steht der allgemeinen Luftfahrt offen und befindet sich in Privatbesitz. Im New Hampshire State Airport System Plan ist er als Basic Airport eingestuft. Er verfügt über eine Landebahnbeleuchtung und einen Windanzeiger. Vor Ort gibt es eine befestigte Abstellfläche mit Verankerungen und einen Hangar sowie ein kleines Terminalgebäude. Etwa 40 % der Flugbewegungen sind örtlich, die restlichen 60 % Zwischenlandungen. Im Jahr 2019 wurden durchschnittlich 21 Flüge pro Woche gezählt. Der Flugplatz wird im Winter in der Regel nicht geräumt. Der Twin Mountain Airport ist das höchstgelegene Flugfeld in New Hampshire.